# 小野田的丛林万夜
《一萬個叢林夜》（法語：Onoda, 10 000 nuits dans la jungle；日語：ONODA 一万夜を越えて）是一部2021年法日德比義柬等六國聯合製作的傳記戰爭片。講述日本士兵小野田寬郎拒絕相信第二次世界大战已經結束，並一直在偏遠的菲律宾盧邦島上戰鬥，直到1974年。本片由亞瑟·哈拉利執導，遠藤雄彌、津田寬治主演。入選第74屆坎城影展一種注目單元，並獲該單元開幕片資格全球首映。

## 演員
- 小野田寬郎：遠藤雄弥（青年期）、津田寬治（日语：津田寛治）（成年期）
- 鈴木紀夫：仲野太賀[1]
- 小塚金七上等兵：松浦祐也（日语：松浦祐也）（青年期）[1]、千葉哲也（日语：千葉哲也）（成年期）[1]
- 島田庄一伍长：加藤信介（日语：カトウシンスケ）
- 赤津勇一一等兵：井之脇海
- 足立智充（日语：足立智充）
- 吉岡睦雄（日语：吉岡睦雄）
- 嶋田久作（日语：嶋田久作）
- 伊島空（日语：伊島空）
- 森岡龍（日语：森岡龍）
- 小野田種次郎：諏訪敦彦[1]
- 谷口義美：尾形一成[1]

## 反響

### 專業評價
在評論匯總網站爛番茄給出了97%新鮮度（35條評論），平均得分7.7/10。網站共識寫道：“《一萬個叢林夜》以引人入勝的耐心和明顯的同理心，在現實生活中一名士兵對榮譽的頑強追求中發現了令人心酸的戲劇性”。Metacritic給出78/100的平均分（12條評論），表示“普遍好評”。

### 獎項
| 年份 | 頒獎單位                 | 獎項                 | 入圍者                  | 結果 |
| ---- | ------------------------ | -------------------- | ----------------------- | ---- |
| 2021 | 第74屆坎城影展           | 一種注目最佳影片     | 《一萬個叢林夜》        | 提名 |
| 2021 | 第37屆海法國際影展       | 卡梅爾獎最佳國際影片 | 《一萬個叢林夜》        | 提名 |
| 2021 | 第45屆聖保羅國際電影節   | 新導演競賽最佳影片   | 《一萬個叢林夜》        | 提名 |
| 2021 | 第45屆聖保羅國際電影節   | 觀眾票選獎最佳外語片 | 《一萬個叢林夜》        | 獲獎 |
| 2021 | 第21屆塞維利亞歐洲電影節 | 最佳影片             | 《一萬個叢林夜》        | 提名 |
| 2021 | 第21屆塞維利亞歐洲電影節 | 評審團大獎           | 《一萬個叢林夜》        | 獲獎 |
| 2021 | 第21屆塞維利亞歐洲電影節 | 最佳劇本             | 亞瑟·哈拉利 文森·波米羅 | 獲獎 |
| 2021 | 路易·德呂克獎            | 路易·德呂克獎        | 《一萬個叢林夜》        | 獲獎 |
| 2022 | 第76屆法國影評人協會獎   | 最佳影片             | 《一萬個叢林夜》        | 獲獎 |
| 2022 | 第47屆凱撒電影獎         | 最佳影片             | 《一萬個叢林夜》        | 提名 |
| 2022 | 第47屆凱撒電影獎         | 最佳導演             | 亞瑟·哈拉利             | 提名 |
| 2022 | 第47屆凱撒電影獎         | 最佳原著劇本         | 亞瑟·哈拉利 文森·波米羅 | 獲獎 |
| 2022 | 第47屆凱撒電影獎         | 最佳攝影             | 湯姆·哈拉利             | 提名 |
| 2022 | 第11屆馬格利特獎         | 最佳外國合拍電影     | 《一萬個叢林夜》        | 提名 |

## 外部連結
- 互联网电影数据库（IMDb）上《小野田的丛林万夜》的资料（英文）
- Onoda – 10,000 Nights in the Jungle （页面存档备份，存于） at Rotten Tomatoes